# Nový rybník (Voleč)
Nový rybník ve Volči se nalézá v obci Voleč u silnice I/36 vedoucí z Pardubic do Chlumce nad Cidlinou. Rybník je jedním ze čtyř rybníků v obci. Rybník je využíván pro chov ryb.

## Galerie

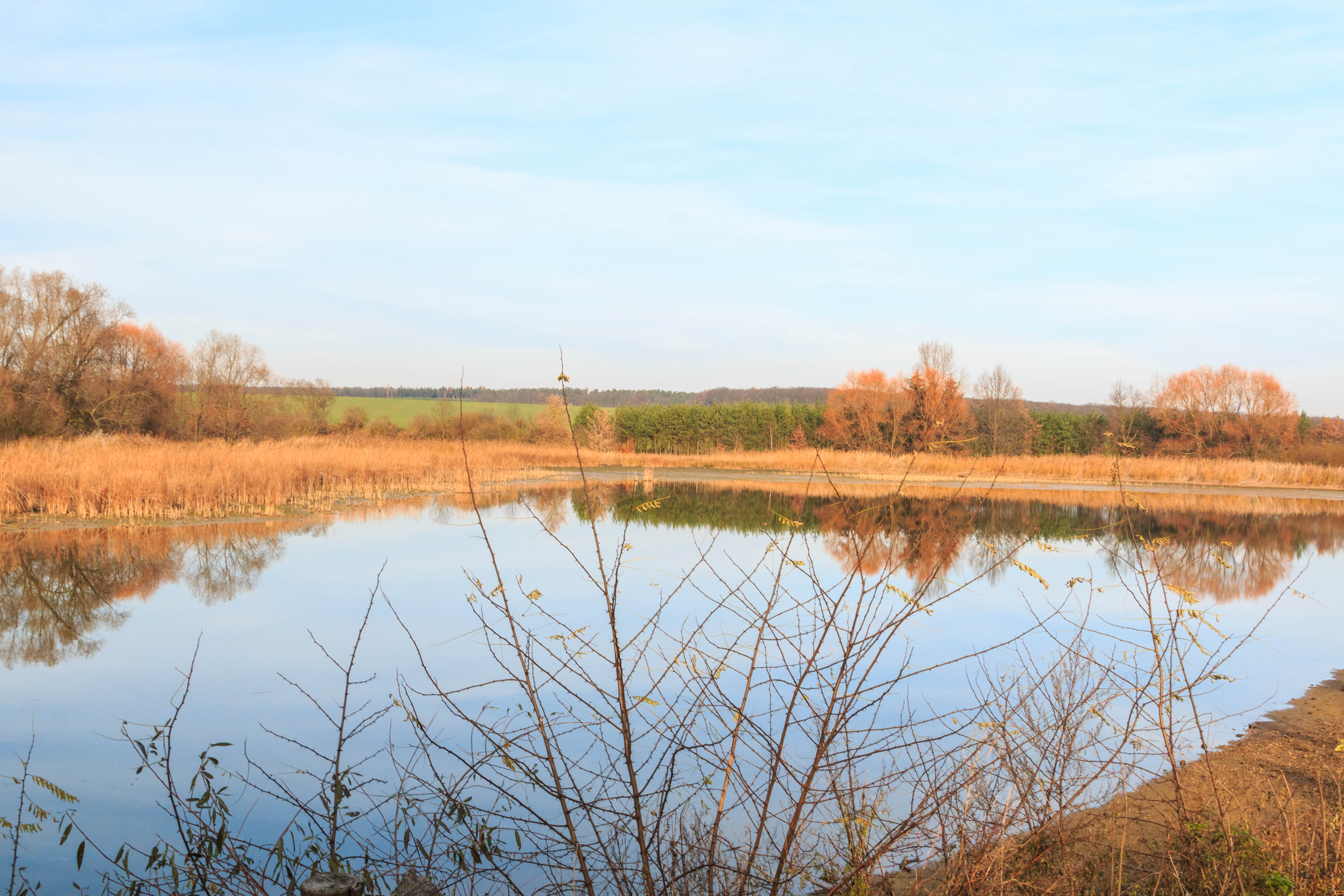
Nový rybník ve Volči
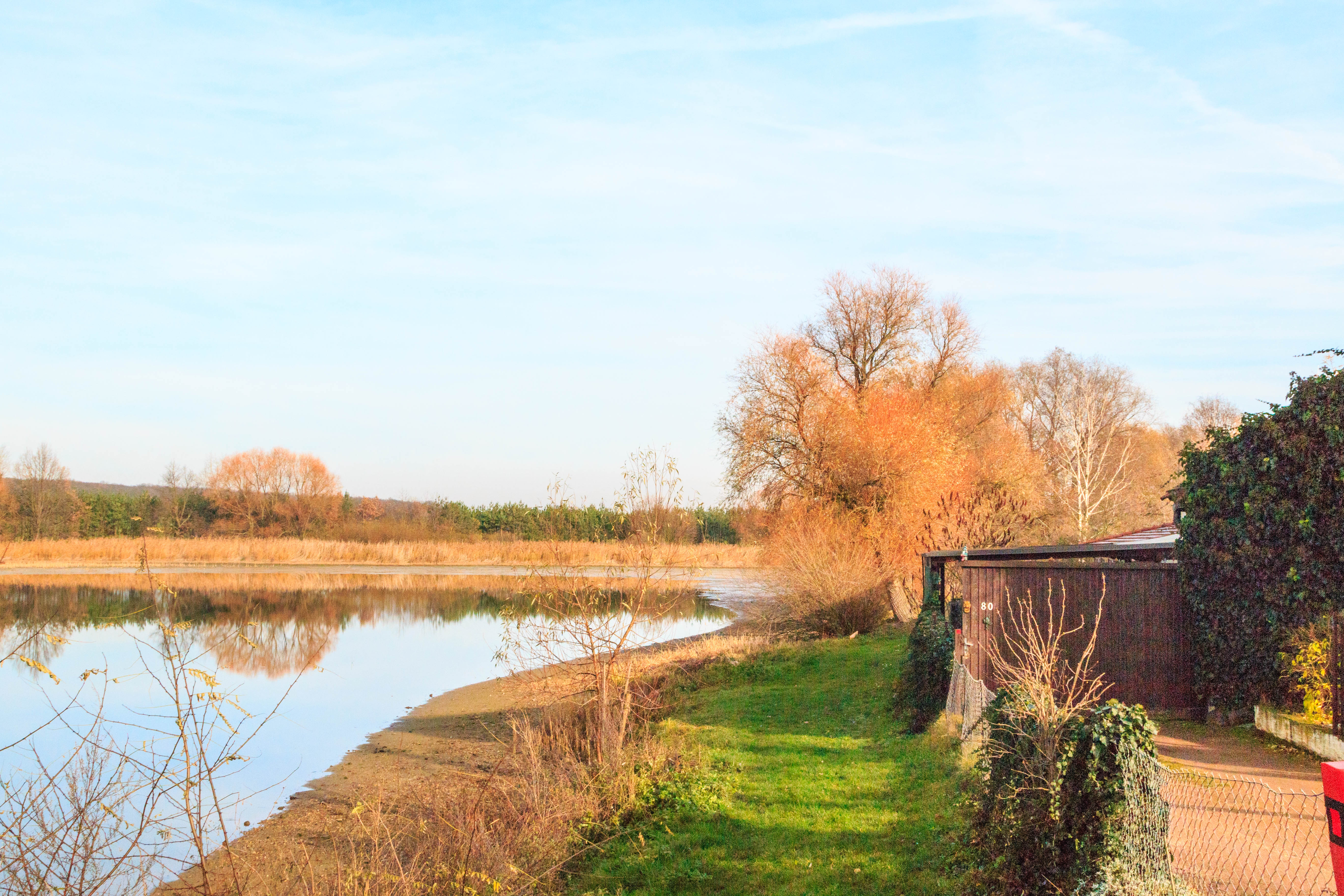
Nový rybník ve Volči
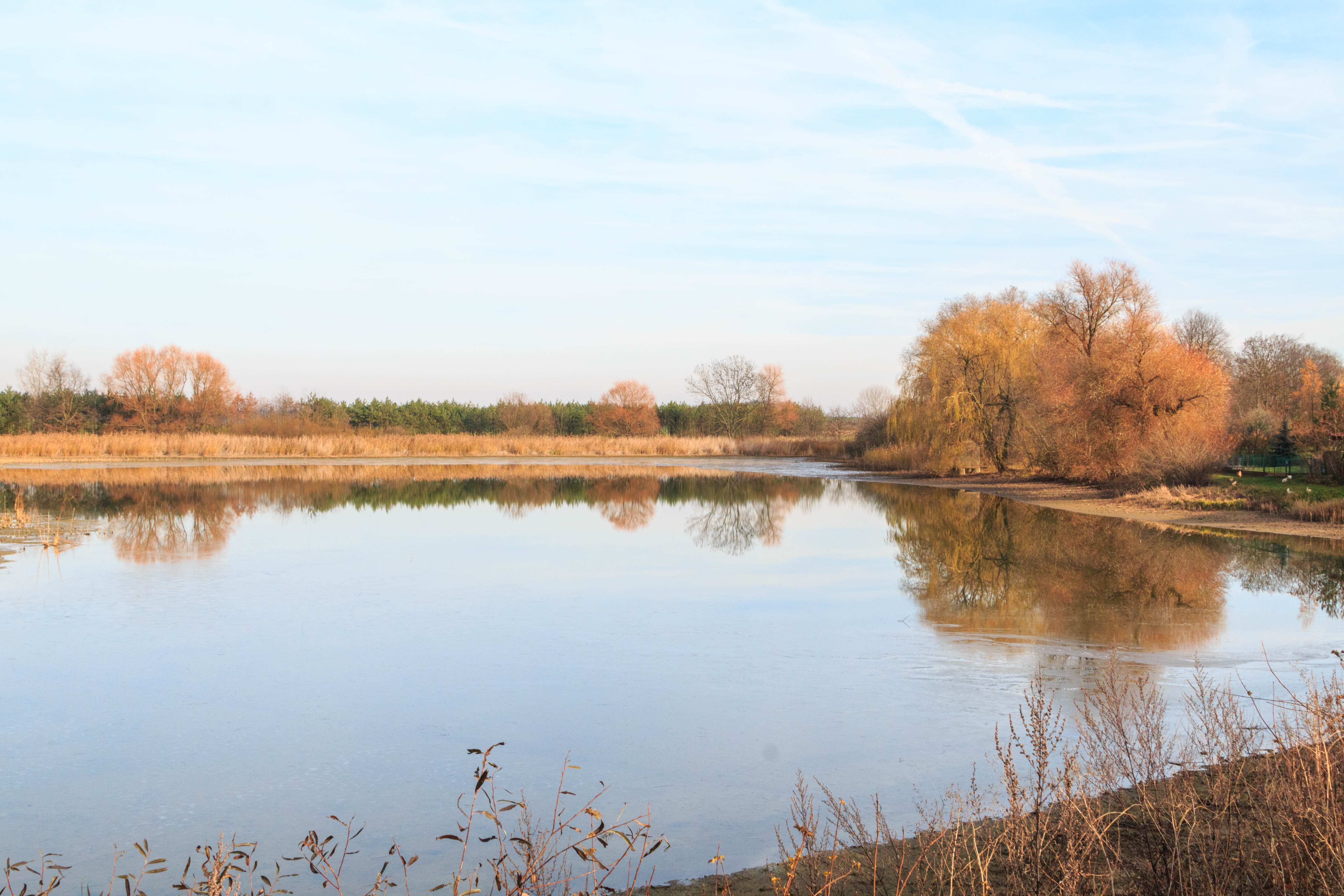
Nový rybník ve Volči